# 愛の世代の前に
『愛の世代の前に』（あいのせだいのまえに）は、1981年9月21日に発売された、浜田省吾の7枚目のアルバム。

## 概要
1982年1月12日に行われた、浜田自身初となる日本武道館公演に向けて制作したアルバムで、1981年7月にディレクターの須藤晃から「9月にアルバムを出したい」とソニーからの意向を伝えられたが、浜田は「そんなに早く出来るわけがない」と拒否していた。しかし須藤の説得により要請を受け入れ、六本木にワンルーム・マンションを借りて曲作りを始めた。時間的な余裕がない状況ではあったが、みるみるうちに曲が出来上がったといい、僅か2週間でレコーディングを終了させた。
アルバムのタイトルは「地球上から核兵器が根絶されない限り、本当のラブ・ジェネレーション（愛の世代）は訪れない」という意味が込められている。
1999年にリマスタリング再発された。

## アルバムジャケット
アルバムジャケットのデザインは、浜田が敬愛するミュージシャン、ジャクソン・ブラウンのアルバム『Late For The Sky』を模したものになっている。
アルバムジャケットに記載されている「I was born in 1952」（1999年盤以降では「Born in 1952」）という言葉は、浜田本人が生まれた年を表しており、自分の世代としての意識を示している。
本作のCDは、1985年の初盤以来、再発毎にブックレットや歌詞カード、裏ジャケットのデザイン、使用写真が変更されている。

## 記録
発売当時、オリコンアルバム（当時LP）チャートでの最高位は12位であったが、1992年にテレビドラマ『愛という名のもとに』の主題歌として「悲しみは雪のように」の再録ヴァージョンが起用され、原曲を収録している本作もリバイバル・ヒットした。1990年再発CD盤は同チャート最高2位を獲得、14週連続トップ10にランクイン、年間チャートで19位という大ヒットを記録し、レコードとCDの累計で90万枚近くを売上げている。
1996年時点での累計売上は1,223,256枚（アナログ盤・CD・カセットを合わせた総計）。

## 収録曲

### LP盤
| 全作詞・作曲: 浜田省吾、全編曲: 水谷公生。 |                                                |          |            |      |
| #                                          | タイトル                                       | 作詞     | 作曲・編曲 | 時間 |
| 1.                                         | 「愛の世代の前に」(Before The Love Generation) | 浜田省吾 | 浜田省吾   | 3:42 |
| 2.                                         | 「モダンガール」(Modern Girl)                  | 浜田省吾 | 浜田省吾   | 4:25 |
| 3.                                         | 「愛という名のもとに」(In The Name Of Love)    | 浜田省吾 | 浜田省吾   | 4:31 |
| 4.                                         | 「独立記念日」(Independence Day)               | 浜田省吾 | 浜田省吾   | 4:22 |
| 5.                                         | 「陽のあたる場所」(A Place In The Sun)         | 浜田省吾 | 浜田省吾   | 4:11 |
| 合計時間:                                  | 合計時間:                                      | 21:11    |            |      |

| 全作詞・作曲: 浜田省吾、全編曲: 水谷公生。 |                                                             |          |            |      |
| #                                          | タイトル                                                    | 作詞     | 作曲・編曲 | 時間 |
| 1.                                         | 「土曜の夜と日曜の朝」(Saturday Night And Sunday Morning)   | 浜田省吾 | 浜田省吾   | 4:30 |
| 2.                                         | 「ラストショー」(Last Show)                                 | 浜田省吾 | 浜田省吾   | 4:27 |
| 3.                                         | 「センチメンタルクリスマス」(Sentimental Christmas)         | 浜田省吾 | 浜田省吾   | 4:10 |
| 4.                                         | 「悲しみは雪のように」(Sorrow Falling Down Like Snowflakes) | 浜田省吾 | 浜田省吾   | 4:15 |
| 5.                                         | 「防波堤の上」(On The Breakwater)                           | 浜田省吾 | 浜田省吾   | 5:35 |
| 合計時間:                                  | 合計時間:                                                   | 22:57    |            |      |

### CD盤
| 全作詞・作曲: 浜田省吾、全編曲: 水谷公生。 |                                                             |          |            |      |
| #                                          | タイトル                                                    | 作詞     | 作曲・編曲 | 時間 |
| 1.                                         | 「愛の世代の前に」(Before The Love Generation)              | 浜田省吾 | 浜田省吾   | 3:42 |
| 2.                                         | 「モダンガール」(Modern Girl)                               | 浜田省吾 | 浜田省吾   | 4:25 |
| 3.                                         | 「愛という名のもとに」(In The Name Of Love)                 | 浜田省吾 | 浜田省吾   | 4:31 |
| 4.                                         | 「独立記念日」(Independence Day)                            | 浜田省吾 | 浜田省吾   | 4:22 |
| 5.                                         | 「陽のあたる場所」(A Place In The Sun)                      | 浜田省吾 | 浜田省吾   | 4:11 |
| 6.                                         | 「土曜の夜と日曜の朝」(Saturday Night And Sunday Morning)   | 浜田省吾 | 浜田省吾   | 4:30 |
| 7.                                         | 「ラストショー」(Last Show)                                 | 浜田省吾 | 浜田省吾   | 4:27 |
| 8.                                         | 「センチメンタルクリスマス」(Sentimental Christmas)         | 浜田省吾 | 浜田省吾   | 4:10 |
| 9.                                         | 「悲しみは雪のように」(Sorrow Falling Down Like Snowflakes) | 浜田省吾 | 浜田省吾   | 4:15 |
| 10.                                        | 「防波堤の上」(On The Breakwater)                           | 浜田省吾 | 浜田省吾   | 5:35 |
| 合計時間:                                  | 合計時間:                                                   | 44:08    |            |      |

## 楽曲解説
1. 愛の世代の前に
反核をテーマにしたロック・ナンバー。歌詞に出てくる「一瞬の閃光（ひかり）」とは、原爆のことを指している。
2. モダンガール
2003年にシングル「君に捧げるlove song」のカップリング曲としてリメイクされている。
3. 愛という名のもとに

後にフジテレビ系テレビドラマ『愛という名のもとに』のタイトルとしても用いられた[4]。
4. 独立記念日
歌の中に教科書問題も登場するロック・ナンバー。
5. 陽のあたる場所
6. 土曜の夜と日曜の朝
7. ラストショー
1991年のバラード・コレクション『EDGE OF THE KNIFE』とは全く違うアレンジ。
8. センチメンタルクリスマス
シングル「悲しみは雪のように」（オリジナル・バージョン）のB面曲。アルバム『CLUB SNOWBOUND』にて、セルフカバーされた。
9. 悲しみは雪のように
フジテレビ系テレビドラマ『愛という名のもとに』の主題歌[4]として大ヒットを記録した曲のオリジナル・バージョン。本アルバムリリース当時もシングルカットして発売されたが、チャートインしなかった。
10. 防波堤の上
「俺はいつでも死ねるよ」という虚無感をテーマにした歌。「ライブでは絶対に歌わない」と語っており、実際に今まで一度も歌われていなかったが、2019年に行われたファンクラブ限定ライブ『100% FAN FUN FAN 2019 ”Journey of a Songwriter” since 1975 Welcome back to The 80's Part-1 終りなき疾走 〜 ALL FOR RUN』の川口総合文化センターリリア公演にて、初めて披露された。

## 参加ミュージシャン
| 愛の世代の前に - Drums：Robert Brill - Bass：岡沢茂 - Guitar：水谷公生 - Piano, CP80：山田秀俊 - Synthesizer：佐藤準 - Chorus：町支寛二 & 浜田省吾 モダンガール - Drums：菊地丈夫 - Bass：岡沢茂 - Guitar：水谷公生 - Acoustic Piano, Hammond Organ：中西康晴 - Percussion：石井宏太郎 - Trumpet：数原晋, 大竹守 - Alto Saxophone：Jake H. Concepcion - Baritone Saxophone：砂原俊三 - Chorus：町支寛二 愛という名のもとに - Drums：Robert Brill - Bass：岡沢茂 - Guitar：水谷公生 - Piano, Electric Piano：山田秀俊 - Synthesizer：佐藤準 - Percussion：石井宏太郎 - Chorus：町支寛二 & 浜田省吾 独立記念日 - Drums：Robert Brill - Bass：岡沢茂 - Guitar：水谷公生 - Acoustic Piano, Hammond Organ：中西康晴 - Saxophone：Jake H. Concepcion - Chorus：町支寛二 & 浜田省吾 陽のあたる場所 - Drums：森谷順 - Bass：岡嶋善文 - Acoustic Guitar：水谷公生 - Electric Guitar Solo：町支寛二 - Electric Piano, Synthesizer：渋井博 - Percussion：石井宏太郎 - Chorus：町支寛二 & 浜田省吾 | 土曜の夜と日曜の朝 - Drums：Robert Brill - Bass：岡沢茂 - Guitar：水谷公生 - Acoustic Piano, Hammond Organ：中西康晴 - Trumpet：数原晋, 大竹守 - Alto Saxophone：Jake H. Concepcion - Tenor Saxophone：斉藤清 - Baritone Saxophone：砂原俊三 - Percussion：石井宏太郎 - Chorus：水谷公生, 板倉雅一, 江澤宏明, 町支寛二, 浜田省吾 ラストショー - Drums：菊地丈夫 - Bass：岡沢茂 - 12st. Electric Guitar, Acoustic Guitar：水谷公生 - Acoustic Piano, Acoustic Piano, Synthesizer：佐藤準 - Tambourine：浜田省吾 - Chorus：町支寛二 & 浜田省吾 センチメンタルクリスマス - Drums：菊地丈夫 - Bass：岡沢茂 - Guitar：水谷公生 - Synthesizer：佐藤準 - Electric Piano：中西康晴 - Percussion：石井宏太郎 - Chorus：町支寛二 悲しみは雪のように - Drums：Robert Brill - Bass：岡沢茂 - Electric Guitar, 6st. & 12st. Acoustic Guitar：水谷公生 - Acoustic Piano：佐藤準 - Hammond Organ：中西康晴 - Percussion：石井宏太郎 - Chorus：町支寛二 防波堤の上 - Drums：Robert Brill - Bass：岡沢茂 - Guitar：水谷公生 - Electric Piano, Synthesizer：佐藤準 - Percussion：石井宏太郎 - Chorus：町支寛二 |